# Þorfinnur sterki
Þorfinnur sterki (Thorfinnur, apodado el Fuerte, n. 890) fue un vikingo y bóndi de Fossi, Borg á Mýrum, Mýrasýsla en Islandia. Es un personaje de la saga de Egil Skallagrímson, y Bjarnar saga Hitdœlakappa. se casó con Sæunn Skallagrímsdóttir (n. 894), hija de Skalla-Grímr Kveldulfsson y fruto de esa relación nació una hija, Þórdís Þorfinnsdóttir (n. 930) que sería esposa de Arngeir Bessason.